# Кубок Испании по футболу 1910
Кубок Испании 1910 — 8-9-й розыгрыши Кубка Испании по футболу. Из-за разногласий между предыдущим чемпионом клубом Циклиста (в дальнейшем "Васкония и «Реал Сосьедад» Сан-Себастьян) и некоторыми из приглашенных клубов, в 1910 году были проведены два параллельных соревнования: «официальный», организованный недавно созданным FEF (Federación Española de Fútbol) позже Королевская испанская футбольная федерация (исп ., RFEF), в Мадриде и «неофициальный», организованный UECF (Союз испанских футбольных клубов) в Сан-Себастьяне . Оба в настоящее время признаны RFEF официальными.

## Участники турнира UECF
В «неофициальном» турнире UECF приняли участие три команды сыгравшие в групповом формате
- Атлетик Бильбао
- Реал Сосьедад
- Мадрид ФК

## Групповой турнир
| Атлетик Бильбао            | 2–0 | Мадрид ФК |
| -------------------------- | --- | --------- |
| Ремиджио Иза · Мартын Вейч |     |           |

| Атлетик Бильбао | 1–0 | Васкония (Реал Сосьедад) |
| --------------- | --- | ------------------------ |
| Ремиджио Иза    |     |                          |

| Васкония (Реал Сосьедад) | 2–0 | Мадрид ФК |
| ------------------------ | --- | --------- |
| Макгиннес · Макгиннес    |     |           |

| Команда                  | Игр | Побед | Ничьи | Поражения | Заб. голы | Проп. голы | Очки |
| ------------------------ | --- | ----- | ----- | --------- | --------- | ---------- | ---- |
| Атлетик Бильбао          | 2   | 2     | 0     | 0         | 3         | 0          | 4    |
| Васкония (Реал Сосьедад) | 2   | 1     | 0     | 1         | 3         | 2          | 2    |
| Мадрид ФК                | 2   | 0     | 0     | 2         | 0         | 4          | 0    |

| Победитель                |
| ------------------------- |
| Атлетик Бильбао 3-й титул |

## Участники турнира RFEF
В «официальном» турнире проведенном Королевской федерацией (RFEF) приняли участие три команды сыгравшие в групповом формате
- Барселона
- Депортиво
- Эспаньол Мадрид

## Групповой турнир
| Барселона                                                                          | 5–0 | Депортиво |
| ---------------------------------------------------------------------------------- | --- | --------- |
| Карлос Комамала · Карлос Комамала · Карлос Комамала · Перси Уоллес · Хосе Родригес |     |           |

| Эспаньол Мадрид | 3–1 | Депортиво |
| --------------- | --- | --------- |
| ? · ? · ?       |     | ?         |

| Эспаньол Мадрид             | 2–3 | Барселона                                       |
| --------------------------- | --- | ----------------------------------------------- |
| Висенте Буйя · Висенте Буйя |     | Чарльз Уоллес · Карлос Комамала · Хосе Родригес |

| Команда         | Игр | Побед | Ничьи | Поражения | Заб. голы | Проп. голы | Очки |
| --------------- | --- | ----- | ----- | --------- | --------- | ---------- | ---- |
| Барселона       | 2   | 2     | 0     | 0         | 8         | 2          | 4    |
| Эспаньол Мадрид | 2   | 1     | 0     | 1         | 5         | 4          | 2    |
| Депортиво       | 2   | 0     | 0     | 2         | 1         | 4          | 8    |

| Победитель          |
| ------------------- |
| Барселона 1-й титул |